# Грациан Сепі
Грациан Сепі (рум. Grațian Sepi, 30 грудня 1910, Валкань, Австро-Угорщина — 6 березня 1977) — румунський футболіст, що грав на позиції нападника, зокрема, за клуб «Університатя» (Клуж-Напока), а також національну збірну Румунії.

## Клубна кар'єра
У футболі дебютував 1924 року виступами за команду клубу «Банатул» (Тімішоара), в якій провів один сезон. 
Своєю грою за цю команду привернув увагу представників тренерського штабу клубу «Політехніка» (Тімішоара), до складу якого приєднався 1925 року. Відіграв за тімішоарську команду наступні три сезони своєї ігрової кар'єри.
Згодом з 1928 по 1937 рік грав у складі команд клубів «Банатул» (Тімішоара), «Ріпенсія», «Університатя» (Клуж-Напока) та «Венус» (Бухарест).
Завершив професійну ігрову кар'єру у клубі «Ріпенсія», у складі якого вже виступав раніше. Прийшов до команди 1937 року, захищав її кольори до припинення виступів на професійному рівні у 1939. Всього за кар'єру зіграв 81 матч, в яких забив 58 голів.

## Виступи за збірну
1928 року дебютував в офіційних матчах у складі національної збірної Румунії. Протягом кар'єри у національній команді, яка тривала 10 років, провів у її формі 23 матчі, забивши 14 голів.
У складі збірної був учасником чемпіонату світу 1934 року в Італії де зіграв в матчі 1/8 фіналу проти Чехословаччини (1-2).
Помер 6 березня 1977 року на 67-му році життя.

## Титули і досягнення
- Чемпіон Румунії (2):

«Венус»: 1936-37
«Ріпенсія»: 1937-38